# Fundación Centro Internacional de Hidrología Subterránea
La Fundación Centro Internacional de Hidrología Subterránea (FCIHS) es una institución sin ánimo de lucro dedicada a la investigación y a la docencia de la hidrología subterránea ubicada en la ciudad de Barcelona.

## Historia
La fundación FCIHS es el resultado de la evolución del Curso Internacional de Hidrología Subterránea (CIHS) y de la asociación en la que éste se encuadró en 1987. La fundación FCIHS se constituyó en 1991 bajo la tutela de un patronato en el que participan las administraciones estatal y autonómica, la universidad y la empresa privada: 
- Generalidad de Cataluña (representada por la Agència Catalana de l'Aigua y el Departamento de Agricultura, Alimentación y Acción Rural)
- Societat General d'Aigües de Barcelona, S.A. - Agbar
- Universidad Politécnica de Cataluña
- Instituto Cartográfico de Cataluña
- Instituto Geológico y Minero de España
- Instituto Geológico de Cataluña

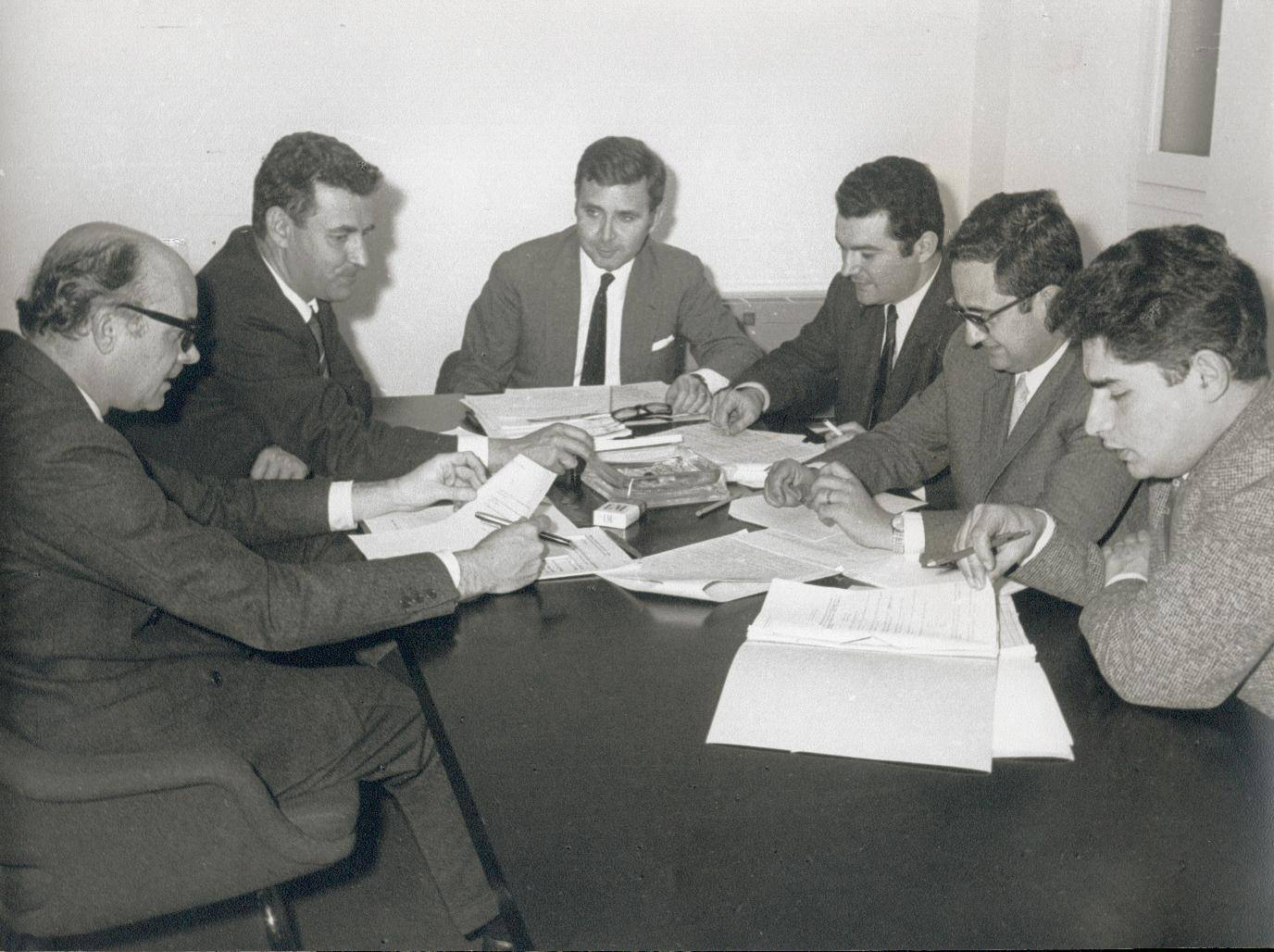
Comisión docente del 1º curso, en 1967

El CIHS, creado en el año 1967, es el curso de postgrado con continuidad más antiguo de la universidad española. Ha formado tanto alumnos españoles como de otros 40 países, en su mayoría de Latinoamérica, por lo que se ha convertido en el referente de la profesión en el ámbito de habla hispana. Durante este período en el CIHS han colaborado más de 300 profesores de unos 20 países y se han realizado más de medio millar de estudios hidrogeológicos, distribuidos fundamentalmente en las unidades acuíferas catalanas, aunque también en el resto del Estado y extranjero. [Datos en 18/3/2014]

## Objetivos
El ámbito de la fundación FCIHS es la hidrología, con especial énfasis en la hidrología subterránea y la hidrogeología, y sus objetivos son:
- Formar profesionales a nivel superior en hidrología subterránea, mediante la organización o la colaboración en cursos de especialización, de grado, postgrado, maestría y doctorado. Y, específicamente, organizar el curso de postgrado, en versión presencial y en versión a distancia, Curso Internacional de Hidrología Subterránea.
- Promocionar encuentros científicos y técnicos en relación con la hidrología subterránea.
- Realizar estudios, proyectos y asesorías en relación con la hidrología subterránea que sean de carácter novedoso y que fomenten la investigación y la docencia.
- Propiciar el estudio e investigación de la hidrología y de la hidrogeología.
- Dar soporte científico y técnico a las instituciones cuya finalidad sea la investigación, el estudio o los usos del agua.
- Divulgar la ciencia y la tecnología de las aguas subterráneas.

## Estudios hidrológicos
La FCIHS participa en diversos grupos de investigación y desarrollo del estudio del comportamiento, captación, explotación, gestión, planificación y protección de los recursos hídricos subterráneos y su relación con las otras partes del ciclo hidrológico y el medio ambiente. Las líneas de investigación y desarrollo que se trabajan en la FCIHS son las propias de la hidrología subterránea, desde la exploración hidrogeológica o la realización de inventarios y los estudios hidroquímicos e isotópicos, hasta la realización de modelos numéricos de flujo y transporte y su aplicación en la protección, gestión y planificación de los recursos hídricos. En el marco de la fundación se han realizado 112 proyectos de investigación, se han organizado 16 congresos, se han editado 15 libros (amén de multitud de artículos en otras publicaciones), todo ello en el marco de colaboraciones con organismos internacionales, administraciones y empresas.

## Curso Internacional de Hidrología Subterránea, CIHS

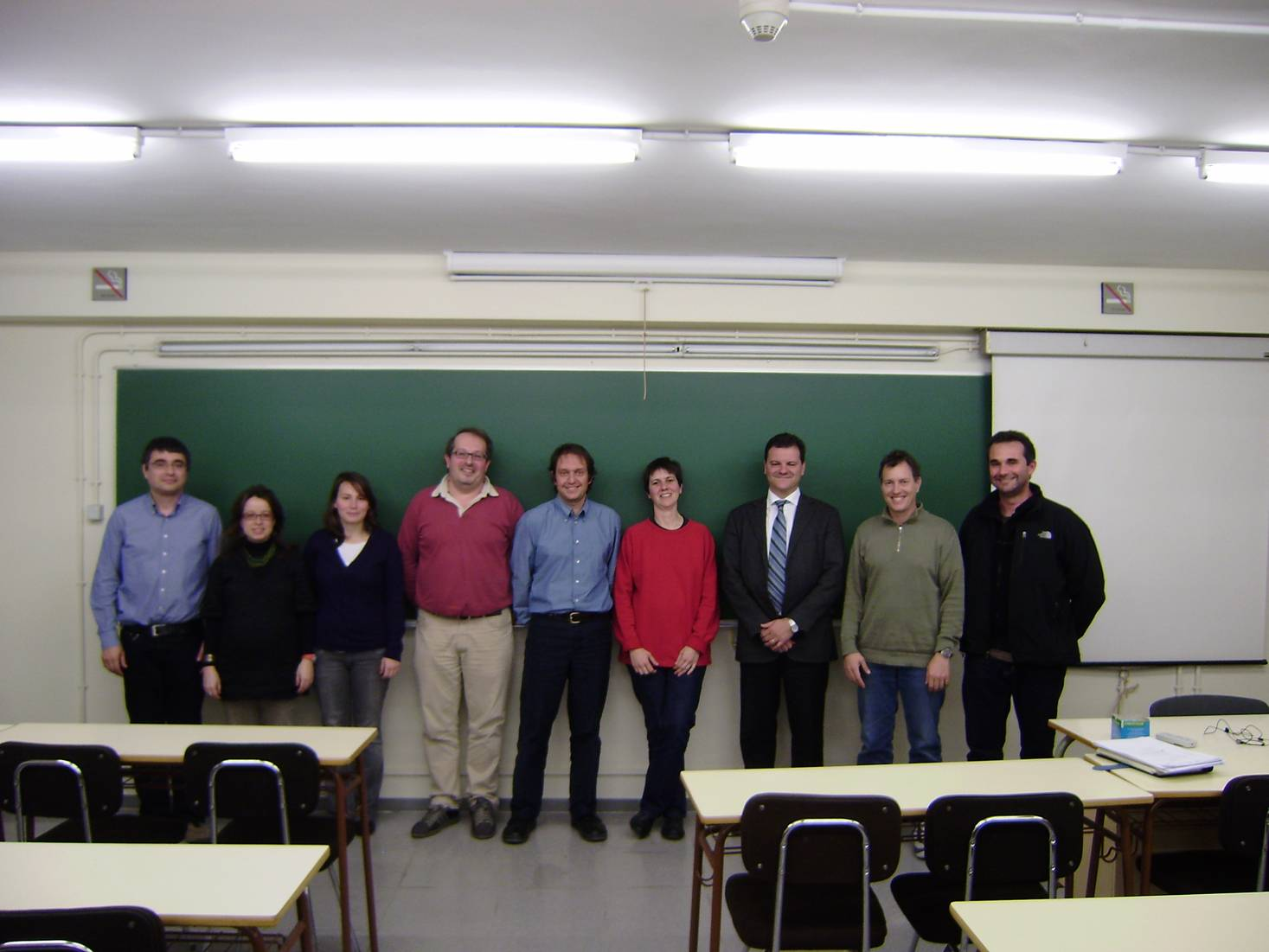
Comisión docente del curso, en 2009

En Cataluña, la larga tradición de utilización de aguas subterráneas y los acuciantes problemas resultantes de la fuerte explotación realizada para satisfacer la demanda, propiciaron la creación en 1966 del CIHS, con sede en Barcelona. El objetivo principal del curso es la formación de especialistas en aguas subterráneas mediante la presentación detallada de las bases teórico-prácticas de la hidrología subterránea, de modo que sean directamente aplicables a las diversas situaciones reales que se puedan presentar, primando el criterio hidrogeológico sobre la simple aplicación de reglas. Está orientado al estudio de la teoría de los sistemas hídricos subterráneos: su exploración y aprovechamiento, los procesos contaminantes y su posible remedio, su planificación y gestión, así como el conocimiento de la interrelación con otras fases del ciclo hidrológico y con el medio ambiente. Si bien dominan los aspectos relacionados con los recursos de agua, en cantidad y calidad, se tratan también temas acerca de la ingeniería geológica, ingeniería civil, ingeniería industrial, ingeniería minera, ingeniería ambiental e ingeniería agronómica.

## Curso Internacional de Hidrología Subterránea a distancia, CIHS-d
El objetivo del Curso Internacional de Hidrología Subterránea, Versión a Distancia (CIHS-d) es presentar, vía Internet, las bases teórico-prácticas de la hidrología subterránea. Sus objetivos son los mismos que el curso presencial, obviamente facilitando el acceso al mismo sin necesidad de desplazamiento continuado a la sede del curso.